# Aurora de Cullera
La Aurora de Cullera o la Noche de la Aurora o la Aurora de San Antonio es, quizás, el acto más popular y más emotivo de las Fiestas Patronales de Cullera (Valencia). Las fiestas empiezan el sábado siguiente al domingo de Pascua, ese día se celebra la «Baixà» (Bajada de la madre de Dios del Castillo de Cullera) y el domingo tiene lugar la Noche de la Aurora.
Se trata de un acto que reúne muchos visitantes y mucha expectación, en el cual la patrona de Cullera, la Virgen María del Castillo de Cullera, es llevada al barrio de San Antonio, y allí a la salida del sol la imagen es paseada por los pescadores y marineros hasta la orilla del mar. Resulta un espectáculo ver las barcas fondeando frente a la playa de San Antonio, los fuegos de artificio y detrás el sol saliendo. Los vecinos del barrio y todos los visitantes pasan toda la noche esperando a la Virgen María. Durante esta noche, la playa de San Antonio se llena de jóvenes que encienden hogueras, y comen y beben hasta la llegada de la aurora. El acto finaliza con un gran castillo de fuegos artificiales que es contestado por fuegos artificiales desde las barcas de los pescadores.[cita requerida]